# Дръзки (миноносец)
Вижте пояснителната страница за други значения на Дръзки.
„Дръзки“ е български военен кораб, миноносец.
Той е най-известен с действията си през Балканската война, когато на 8 ноември 1912 под командването на мичман I ранг Георги Купов нанася тежко поражение и изважда от строя турския бронепалубен крайцер Султан Абдул Хамид („Хамидие“), заплашващ да разруши Варна и Балчик с артилерията си и охраняващ турските военни транспорти от Кюстенджа до Цариград. Това е голяма победа за малкия Български флот и фактически неутрализира всякакви активни операции на турските военноморски сили в Черно море до пълното поражение на Турция във войната.

## Създаване на българската торпедоноснаескадра
През 1903 г., въпреки споровете в българската общественост относно нуждата от изграждане на военноморски флот и съпътстващите ги съмнения за злоупотреби, българското правителство води преговори с френската компания „Шнайдер и сие“ за изработката на миноносци. В началото на 1904 г. български представители, водени от капитан I ранг Пишон, французин на българска служба, подписват договор за изработката на три еднотипни миноносеца. През 1905 и 1906 г. тайно през Босфора миноносците са доставени на части в България, където са сглобени и спуснати на вода. Един от тях е „Дръзки“. Междувременно българското правителство поръчва още три миноносеца, които влизат в състава на флота през 1909 г. По същия проект „Шнайдер и сие“ построява и няколко миноносеца за бъдещия български противник – османския флот, сред които „Демир-хисар“ се отличава по време на Първата световна война.
Българските миноносци са наречени „Дръзки“, „Смели“, „Храбри“, „Строги“, „Летящи“ и „Шумни“ и заедно с учебния крайцер „Надежда“ представляват основата на неголемия български боен флот през Балканските войни и началото на Първата световна война. Миноносците и крайцерът формират „Подвижна отбрана“ на Флотилията и Морската част.

## През Балканската война
По време на Балканската война 1912 – 1913 г. българският флот е изправен пред задачата да се бори срещу превъзхождащия го многократно турски черноморски флот, чиято задача е както да подсигурява левия фланг на османските войски в Тракия, така и да блокира и бомбардира българското крайбрежие, като поддържа заплахата за евентуален десант на българския бряг. Друга задача на турските военноморски единици е да подсигуряват единствената пряка линия за доставка на военни материали от Германия през румънското пристанище Кюстенджа (днес Констанца) за Цариград.
На 7 ноември 1912 г. в Щаба на българския Военноморски флот се получава информация, че в Кюстенджа се товарят два египетски кораба с военни доставки за Османската империя. Четири миноносеца – „Летящи“, „Смели“, „Строги“ и „Дръзки“, командвани от капитан II ранг Димитър Добрев, получават задача да пресрещнат корабите пред българското крайбрежие. На 7 срещу 8 ноември миноносците срещат турския бронепалубен крайцер „Хамидие“, който ескортира транспорта. Те атакуват крайцера, като изстрелват торпеда по него. Пръв атакува флагманът „Летящи“ от 500 – 600 метра, но торпедата не попадат в целта, тъй като „Хамидие“, командван от Хюсеин Рауф бей (сред най-добрите турски капитани), маневрира успешно.
Крайцерът открива отчаяна стрелба по атакуващите български кораби, най-вече по „Смели“, изстрелял торпедата си от 300 м., и по „Строги“, който стреля от 100 м. И трите миноносеца не успяват да поразят целта, „Смели“ е засегнат от турски снаряд. „Дръзки“, командван от мичман I ранг Георги Купов, въпреки ожесточения турски огън, самоотвержено се приближава на близко разстояние от около 60 м и от упор изстрелва торпедо. Турският бронепалубен крайцер е улучен в носовата си част, взривът на българското торпедо отваря голяма пробойна и му нанася тежки поражения. Миноносците се готвят за нова атака, за да потопят окончателно вражеския съд, но пристигналите по време на боя и включили се в него четири турски контраминоносци откриват преграден огън срещу българските кораби и спасяват крайцера от неизбежна гибел. Той е ескортиран полупотънал до Цариград, безславно движейки се със задницата си напред. Българските миноносци се оттеглят с един ранен на „Смели“, пробит от стрелбата комин на „Дръзки“ и дребни повреди, а турските – с осем убити, около тридесет ранени и тежко поразен кръстосвач.
Смята се, че само тихото море е спасило повредения „Хамидие“ от потъване. Впоследствие след ремонта му „Хамидие“ се прославя с действията си срещу гръцките сили в Егейско, Средиземно и Йонийско море. През 1938 г. прави приятелско посещение в пристанище Варна.
Победата на българските миноносци е втората победа на българския военноморски флот след Освобождението от 1878 г. Тя не само нанася морален удар върху многократно по-силния противник, но и в значителна степен парализира опитите му да бомбардира българското крайбрежие през оставащите месеци на войната. За първи път обаче българските моряци проявяват своето мъжество и умения при отбраната на Видин по време на Сръбско-българската война от 1885 г.

## След Балканската война
„Дръзки“, както и останалите миноносци, участва в Първата световна война. Той е в подвижната минна отбрана на Черноморския флот. След като румънците са прогонени и на 1 септември е овладяно с. Кранево, на 5 септември 1916 г. през нощта отрядът на миноносците и три гребни лодки стоварват първия морски десант в новата история на България.
Авангардният десантен отряд при Балчик е в състав 235 бойци, последван в следващите дни от още 510 дебаркирали на брега при Балчик, Каварна, Калиакра. Те изненадват и побеждават силно превъзхождащия ги в жива сила, артилерия и кораби противник, овладяват крайбрежието с пристанищата и житните складове и добре подпомагат настъплението на Трета българска армия в Добруджа.
От 18 до 19 октомври 1916 г. торпедните миноносците „Дръзки“, „Строги“, „Смели“ и „Летящи“ като отряд, командван от капитан-лейтенант Рашко Серафимов, поставят минно заграждение от 24 мини в набелязания воден район пред с. Татлъджик южно от Кюстенджа. Така са възпрепятствани руските морски изтребители да достигнат позиции, удобни за обстрелване на българските войски. Пристанището на Кюстенджа с петролните и други складове е бомбардирано.
На 16 октомври югозападно от Кюстенджа при с. Первели морската пехота в състав Първа портова рота, подсилена само от картечен взвод от Осми приморски полк, води тежки боеве с неколкократно превъзхождащите я румънските войски. След нея, с ликвидирането на флота от Ньойският договор, „Дръзки“ е преквалифициран в патрулен кораб (катер). След 1944 година става известно, че на него през 1930 – 1931 г. е служил поетът Никола Вапцаров. През 1942 година на кораба става взрив и той потъва на кея във Варна. По-късно е изваден, ремонтиран и отново включен в състава на Военноморския флот.
През 1950 г. е бракуван, въоръжението му е снето, а корабът за известно време е използван като плаваща мишена и източник на пара за тогавашния флагман на българския флот – есминеца „Георги Димитров“.
По случай 50-годишнината му през 1957 г. е взето решение „Дръзки“ да бъде увековечен, тъй като е най-известният български военен кораб. За целта едно оръдие, една димна тръба, табелите с името и други запазени елементи на оригиналния „Дръзки“ са монтирани на междувременно бракувания еднотипен „Строги“, който е превърнат в кораб-музей „Дръзки“ и от 21 ноември 1957 г. е сред експонатите на Военноморския музей във Варна. Това е единственият запазен от началото на 20 век кораб от този клас.
Военноморският музей във Варна, който стопанисва кораба „Дръзки“, е включен в Стоте национални туристически обекта.

## Съвременен военен кораб
На 6 ноември 2005 г. името „Дръзки“ е дадено на закупената от Белгия фрегата „Ванделаар“ (построена през 1977 г.) за нуждите на Българската армия, която през 2006 г. с решение на Министерския съвет е изпратена в Средиземно море на операция Active Endeavour на НАТО и първата военноморска мисия на ООН UNIFIL MAROPS в териториалните води на Ливан.